# Ninja Sentai Kakuranger
Ninja Sentai Kakuranger (忍者戦隊カクレンジャー (Nhẫn giả Chiến đội Kakuranger) Ninja Sentai Kakurenjā); dịch là Chiến đội Nhẫn giả Kakuranger, là seri Super Sentai thứ 18 của Toei Company. Tên quốc tế của seri này là Những chiến binh Ninja.
Phiên bản Mĩ hóa của bộ phim là Mighty Morphin Alien Rangers.

## Cốt truyện
Bốn trăm năm trước đây, các ninja và Youkai đã có một cuộc chiến tranh lớn. Các huyền thoại Sarutobi Sasuke và bốn ninja khác niêm phong Youkai Commander Nurarihyon và tất cả năng lượng Youkai mình đi trong một hang động được bảo vệ bởi "Seal Door". Trong hiện tại, một trong số ít còn lại Youkai, Kappa, thủ đoạn của chúng làm hậu duệ của Sarutobi Sasuke và Kirigakure Saizo là Sasuke và Saizo chẳng may giải phóng các Youkai bằng cách mở "Seal Door". Bây giờ hai người và với sự tham gia của ba hậu duệ ninja khác, trở thành các Kakuranger để chiến đấu chống lại Youkai hồi sinh với sự trợ giúp của các Sanshinshou.

## Nhân vật

### Các chiến binh Kakurangers
Sasuke/Ninja Red (サスケ/ニンジャレッド Sasuke/Ninja Reddo)
Anh là hậu duệ của Sarutobi Sasuke.Anh và Saizou đã bị lừa bởi Kappa vào mở cửa của Seals, nhả Youkai vào thế giới của con người. Sandayuu theo dõi chúng xuống và đưa hai người đến nơi thanh kiếm tổ tiên của họ đã được đặt trong Trái Đất, nơi họ gặp Tsuruhime. Khi kéo ra thanh kiếm của mình, tinh thần của tổ tiên của Sasuke xuất hiện trước mặt anh, đã cho anh ta một bài giảng, và giao cho anh với một Doron Changer, cho phép Sasuke trở thành NinjaRed.
Tsuruhime/Ninja White (鶴姫/ニンジャホワイト Tsuruhime/Ninja Howaito)
Là người lãnh đạo của Kakurangers và là nhà lãnh đạo nữ đầu tiên của một Sentai.Người bảo vệ hai mươi bốn cánh cửa phong ấn, mà tổ chức Youkai và có hiểu biết hơn về Youkai và tổ tiên của họ hơn so với các thành viên khác trong nhóm của mình. Tsuruhime là một cô gái mạnh mẽ những người đang tìm kiếm người cha mất tích của mình, Hakumenrou. Mặc dù không phải là chiến binh đỏ, cô là người lãnh đạo thực sự của Kakuranger vì kỹ năng lãnh đạo lớn hơn cô hơn Sasuke. Mặc dù scoldings thường xuyên, Tsuruhime dường như được tôn trọng cho Sasuke như hàng loạt các tiến triển. Trước khi trở thành một Kakuranger, cô đã từng chiến đấu bên cạnh hai cô gái khác, Yukiyo & Tsukiyo, là một trong những 'Punishment Sailor Sisters'.Trong số tất cả năm Kakurangers, Tsuruhime là người duy nhất để lấy các nhiệm vụ của mình như là một Kakuranger nghiêm túc khi nhóm cuối cùng cũng đã đến với nhau. Bởi đến nay trưởng thành nhất của đội, cô thường bị buộc phải xử lý trong những trò hề của ninja đồng nghiệp của cô, khi thường gặp với sự thất vọng lớn. Khi nhóm này đã tăng gần như một đội, Tsuruhime lớn để trân trọng bạn bè của cô. Cô thường xuyên nhất có dịp làm việc cùng với Sasuke.
Saizou/Ninja Blue (サイゾウ/ニンジャブルー Saizō/Ninja Burū)
Anh là hậu duệ của Saizou Kirigakure. Anh và Sasuke đã bị lừa bởi Kappa vào mở cửa của Seals, nhả Youkai vào thế giới của con người. Sandayuu theo dõi chúng xuống và đưa hai người đến nơi thanh kiếm tổ tiên của họ đã được đặt trong Trái Đất, nơi họ gặp Tsuruhime. Khi kéo ra thanh kiếm của mình, tinh thần của tổ tiên Saizou của xuất hiện trước mặt anh, đã cho anh ta một bài giảng, và giao cho anh ta với một Doron Changer, cho phép Saizou để trở thành NinjaBlue.
Seikai/Ninja Yellow (セイカイ/ニンジャイエロー Seikai/Ninja Ierō)
Là hậu duệ của Seikai Miyoshi.Seikai đầu tiên gặp phải những Youkai khi một người bạn của mình đã bị bắt cóc bởi Rokurokubi, người nghĩ rằng anh là con trai đã mất của cô. Seikai chạy trốn với người bạn của mình và đã được cứu sống bởi Tsuruhime, Sasuke, và Saizou. Họ đã đưa anh đến nơi mà tổ tiên mình kiếm được đặt ở Trái Đất. Khi kéo ra thanh kiếm của mình, tinh thần của tổ tiên Seikai đã xuất hiện trước mặt anh, đã cho anh ta một bài giảng, và giao cho anh với một Doron Changer, cho phép Seikai để trở thành NinjaYellow.
Jiraiya/Ninja Black (ジライヤ/ニンジャブラック Jiraiya/Ninja Burakku)
Anh là hậu duệ của Jiraiya. 20 tuổi, ông là một ninja Nhật kiều Mỹ từ Los Angeles được đào tạo qua người giám hộ Gali sau khi cha mình bị giết.tổ tiên của gia tộc của Jiraiya lâu chuyển sang Mỹ, và đã được ra khỏi tiếp xúc với Nhật Bản trong nhiều năm.
Khi Jiraiya là một cậu bé, cha anh đã bị giết bởi những gì anh nghĩ lúc đó là một Youkai. Kể từ đó, anh được nuôi dưỡng bởi Gali, một người bạn của cha mình và sensei của mình.
Anh lần đầu tiên gặp Kakurangers khi ông đang giả vờ để giúp các Youkai Oboroguruma. Ang là, trên thực tế, cố gắng yêu cầu cuộn sếp Oboroguruma của, Azukiarai, đã bị đánh cắp nhiều thế kỷ trước. Những cuộn sẽ cho phép anh và các Kakurangers khác để trở thành khổng lồ quái thú tướng. Hành động nầy chỉ khiến anh bị bắt và bị tống vào một ngọn núi lửa. Anh đã được cứu bởi tổ tiên của mình, người đã cho anh ta một bài giảng và giao cho anh ta với một Doron Changer, cho phép Jiraiya trở thành NinjaBlack. Sau đó anh tham gia bốn Kakurangers khác, hoàn thành các đội.
Trong khi việc tìm kiếm của mình Shinobi Scroll, Jiraiya đã buộc phải chiến đấu Gali, người đã tiết lộ mình là người đã giết cha của Jiraiya và bây giờ là phục vụ cho việc Yokai. Sau trận chiến đẫm máu giữa chúng, Jiraiya học được tại sao Gali đã làm nó, cũng như hy vọng Jiraiya sẽ giết anh ta như dự định. Cả hai cái chết 'của Zashiki-warashi và hai người đàn ông, ông đã được biết đến từ thời thơ ấu cho Jiraiya lý do của mình để chống lại Youkai.
Ninjaman (ニンジャマン Ninjaman)
Là một đồng minh của Kakurangers. Ông là học trò của Sanshinshou - người bí ẩn trong áo giáp xanh dương là sự trừng phạt một thiên niên kỷ trước cho phép mình bị lừa bởi Daimaou để tấn công con người.
Ngay khi ra mắt bởi Tsuruhime, Ninjaman trở thành một đồng minh với Kakurangers và đi kèm để hỗ trợ họ khi cần thiết. Là một bậc thầy ninja, Ninjaman cầm một thanh kiếm katana, và đã có một mảng rộng của Ninja-Arts tại lệnh của anh, bao gồm mở rộng để hỗ trợ cố vấn của anh trong chiến đấu của họ. Anh cưỡi trên một đám mây được gọi là Kintou Cloud. Bất cứ khi nào một Youkai gọi anh "Blue Squirt" hoặc "Novice" (青二才Ao Nisai ?), anh nhận được giận dữ đến mức thay đổi vào Samuraiman (サムライマンSamuraiman ?), Ai kết nối vũ khí của mình với vỏ để tạo thành một cái lao mạnh mẽ. Trong trạng thái này, Samuraiman tạo ra quả cầu năng lượng nổ hình thành từ cơn giận dữ của mình trong cuộc tấn công cuối cùng của anh, Samurai Rage Bomber. Sau khi Youkai được phong ấn, Ninjaman là bây giờ với thầy của mình và nói lời tạm biệt với các Kakurangers.

## Các tập
1. Chúng ta là Ninja (忍者でござる Ninja de Gozaru?)
2. Người đàn bà nguy hiểm (危ないオバサン Abunai Obasan?)
3. American Ninja (アメリカン忍者 Amerikan Ninja?)
4. Cảnh sát Yokai (妖怪ポリスマン Yōkai Porisuman?)
5. Trò chơi kỳ lạ (凸凹珍ゲーマー Dekoboko Chin Gēmā?)
6. Hoàng tử mắt lai (目玉の王子様! Medama no Ōjisama!?)
7. Anh chàng khổng lồ (こいつぁデカい Koitsa Dekai?)
8. Shop mèo ngụy trang (化猫ショップ!! Bake Neko Shoppu!!?)
9. Ngôi sao truyền hình (ドッキリ生中継 Dokkiri Namachūkei?)
10. Tiếng khóc trẻ sơ sinh của ông già (子泣き爺いぢゃ Ko Naki Jijii dja?)
11. Tất cả là giẻ rách (ボロこそ最高!! Boro Koso Saikō!?)
12. Tới rồi!! Juushou mới (出たァ!! 新獣将 Detaa!! Shin Jūshō?)
13. Biến đi xui xẻo (ブッとばせ不幸 Buttobase Funō?)
14. Ta là thái tử (俺は貴公子だ!! Ore wa Kikōshi da!!?)
15. A!! Ác quỷ siêu cường (げえッ!! 凄い奴 Geē!! Sugoi Yatsu?)
16. Xích hầu đả quỷ (赤猿の鬼退治 Aka Saru no Oni Taiji?)
17. Ma kiếm và khố tử (魔剣とパンツ!! Maken to Pantsu!!?)
18. Hello, cậu bé Nấm (ハローきのこ君 Harō Kinoko-kun?)
19. Bẫy địa ngục bóng tối (暗闇の地獄罠!! Kurayami no Jigoku Wana!!?)
20. Ngũ Hoa Đoàn (花のくノ一組!! Hana no Kunoichi Gumi?)
21. Chiêu tất sát củacon khỉ bắt chước (サルマネ必殺技 Saru Mane Hissatsu-waza?)
22. Cười lên nào (笑って頂きます Waratte Itadakimasu?)
23. Điện kích! Bạch Điểu xuất hiện (電撃!! 白い怪鳥 Dengeki!! Shiroi Kai Tori?)
24. Ah! Hồi kết của chương I (あァ一巻の終り Aa Ikkan no Owari?)
25. Cuộc phiêu lưu mới bắt đầu (新たなる出発!! Aratanaru Shuppatsu!!?)
26. Bí mật động trời của gia đình Tsuruhime (鶴姫家の超秘密 Tsuruhime-ka no Chō Himitsu?)
27. Kết thúc của Muteki Shogun (無敵将軍の最期 Muteki Shōgun no Saigo?)
28. Vĩ nhân đến Nhật (超大物・来日!! Chō Dai Mono - Rainichi!!?)
29. Super Battle đầu tiên trong lịch sử (史上初の超対決 Shijō Hatsu no Chō Taiketsu?)
30. Tái ngộ người cha phản bội (再会 裏切りの父 Saikai Uragiri no Chichi?)
31. Nhìn kìa! Shogun mới (見たか!! 新将軍 Mita ka!! Shin Shōgun?)
32. Đừng có liếm, kẻ cướp khuôn mặt (ナメんな顔泥棒 Namen na Kao Dorobō?)
33. The Perverse Village (あまのじゃく村 Amanojaku Mura?)
34. Bẫy cát của cô dâu (花嫁砂地獄!! Hanayome Suna Jigoku!!?)
35. Bộ ba chị em trừng phạt (おしおき三姉妹（シスターズ） Oshioki San Shisutāzu?)
36. Ninja nổi loạn (暴れん坊忍者!! Abarenbō Ninja!!?)
37. Karakasa Dance Queen (唐傘ダンス女王 Karakasa Dansu Joō?)
38. Moo! Con bò đáng ghét (モオ～ッ嫌な牛 Mō~- Iya na Ushi?)
39. Tập phim đặc biệt (特別編だよっ!! Tokubetsu Hen Da yō!!?)
40. Cuộc chiến của hồ ly thời Heisei (平成キツネ合戦 Heisei Kitsune Kassen?)
41. Hồn ma lang thang (はぐれゴースト Hagure Gōsuto?)
42. Ninja Power bị lấy mất (強奪忍者パワー Gōdatsu Ninja Pawā?)
43. Ngày tàn của Tam Thần Tướng (三神将最期の日 Sanshinshō Saigo no Hi?)
44. Cuộc đại phản công đầy bi thương (傷だらけ大逆転 Kizu Darake Dai Gyakuten?)
45. Santa hấp tấp (慌てん坊サンタ Awatenbō Santa?)
46. Địa ngục Manga năm mới (新春まんが地獄 Shinshun Manga Jigoku?)
47. Bách liên pháo hoa người (人間花火百連発 Ningen Hanabi Hyaku Renpatsu?)
48. Cuộc chiến bóng tuyết với Bà Chúa Tuyết vĩ đại (大雪女の雪合戦 Ōyuki Onna no Yukigassen?)
49. Đột nhiên! Nghèo túng (突然!! ビンボー Totsuzen!! Binbō?)
50. Vinh hạnh!! Nhà trọ Yokai (特選!! 妖怪の宿 Tokusen!! Yōkai no Yado?)
51. Anh hùng thất trận (英・雄（ヒーロー）・失・格 Hīrō Shikkaku?)
52. Đại đoàn viên! Cha và con (大団円!! 父と娘（こ） Daidan'en!! Chichi to Ko?)
53. Phong Ấn (封印!! Fūin!!?)

### Phim
- Ninja Sentai Kakuranger (Movie version)
- Super Sentai World
- Chouriki Sentai Ohranger: Ohre vs. Kakuranger

## Diễn viên
- Ogawa Teruaki (小川 輝晃? Tiểu Xuyên Huy Hoảng): Sasuke / NinjaRed
- Hirose Satomi (広瀬 仁美? Quảng Lại Nhân Mỹ): Tsuruhime / NinjaWhite
  - Inoue Mao: Tsuruhime (hồi nhỏ)
- Kawai Shū (河合 秀? Hà Cáp Tú): Seikai / NinjaYellow
- Tsuchida Hiroshi (土田 大? Thổ Điền Đại): Saizo / NinjaBlue
- Kane Kosugi (ケイン・コスギ Kein Kosugi?): Jiraiya / NinjaBlack
- Yao Kazuki: Ninjaman (voice)
- Sakamoto Akira: Momochi Sandayu
- Tsuchiya Daisuke: Tarou
- Tsuchiya Keisuke: Jirou
- Handa Takao: Announcer
- Endō Ken'ichi: Junia / Gasha Dokuro
  - Hiyama Nobuyuki: Gasha Dokuro (voice)
- Shibata Hidekatsu: Daimao (voice)
- Hotta Tomoyuki: Muteki Shogun (voice)
- Hayase Keiko: Sakura
- Koizumi Hiroshi: Kappa (1-2)
- Shinoda Kaoru: Kanedama (13), Older Hitotsume Kozou (Movie)
- Watabe Takeshi - Younger Hitotsume Kozou (Movie)
- Kawai Ami: Amikiri (17)
- Chiba Reiko: Reika (25)
- Kosugi Sho: Gali (28-29)
- Genda Tesshō: Nue (Voice; 27-29)
- Ōtomo Ryūzaburō: Noppera-bō (Voice; 39)

### Trang phục
- Takaiwa Seiji: NinjaRed
- Murakami Rie: NinjaWhite
- Miyazaki Takeshi: NinjaBlue
- Ishigaki Hirofumi: NinjaYellow
- Kitagawa Tsutomu: NinjaBlack
- Kusaka Hideaki: Muteki Shogun, NinjaMan

## Bài hát
Đầu
- "Secret Kakuranger" (シークレット カクレンジャー Shikuretto Kakurenjā?)
  - Lời: Fuyamori Hanadaiko (冬杜 花代子? Đông Đỗ Hoa Đại Tử)
  - Sáng tác: Tsushimi Takeshi (都志見 隆? Đô Chí Kiến Long)
  - Biên tập: Yamamoto Kenji
  - Thể hiện: Tu Chi Chen

Kết
- "Ninja! Skyscraper Kids" (ニンジャ！摩天楼キッズ Ninja! Mantenro Kizzu?)
  - Lời: Fuyamori Hanadaiko
  - Sáng tác: Tsushimi Takeshi
  - Biên tập: Yamamoto Kenji
  - Thể hiện: Tu Chi Chen